# Klenová (Praha)
Klenová je úzká ulice pouze pro pěší v katastrálním území Hloubětín na Praze 9, která začíná na ulici Smrkové a má slepé zakončení. Má přibližný severojižní průběh. Tato lokalita se rozvíjí od 20. let 20. století, kdy začala výstavba nouzových kolonií Za Mostem a Za Horou.
Ulice vznikla a byla pojmenována v roce 1975. Nazvána je podle javoru klenu (latinsky Acer pseudoplatanus), stromu z čeledi z mýdelníkovitých. Název ulice patří do velké skupiny hloubětínských ulic pojmenovaných podle stromů a jejich plodů. Do stejné skupiny patří např. Švestková, Jasanová nebo Třešňová.
Zástavbu tvoří přízemní a jednopatrové domy se zahradou. Úzká ulice je ve svahu, je na ní několik schodů, povrch je tvořen dlaždicemi (stav 2018).